# Криза тисячоліття
«Криза тисячоліття» (англ. Millennium Crisis) — американський фантастичний фільм 2007 року.

## Сюжет
Багато століть тому, зла і сильна нація прибульців, зуміла спровокувати межгалактичну війну. З цього кровопролиття вони змогли витягти для себе багато користі. Тепер, вони жадають повторення історії. Нові прибульці ініціюють терористичну атаку, залучаючи землян в протиборство з мешканцями Андромеди.

## У ролях
- Клер Стівенсон — Аврора
- Тед Реймі — Август
- Тао Джонс — Харкнесс
- Оля Хрустіч — Лукреція
- Деріл Болінг — Мурнау
- Ліндсі Робертс — Фіона
- Дон Арруп — Носферату-Клас Неуронекромотрон
- Жеф Бетц — Клаагу
- Стів Дейган — Туан
- Аль Делбен — посол Терран
- Даніель Джонс — Тереза
- Анна-Карін Ескільссон — Трелісса
- Ато Ессонда — Харкнесс